# Buono! 2
Buono! 2 (Buono! Buono!) es el segundo álbum de la unit de Hello! Project, Buono!.
Buono! 2 fue lanzado el 11 de febrero de 2009 en Japón bajo la discográfica Pony Canyon. Se lanzó en dos ediciones diferentes: Regular y Limitada. La edición limitada incluía un DVD adicional. La primera impresión de la edición normal y limitada del álbum venía con un photocard.

## Lista de canciones

### CD
1. "Early Bird"
2. "Kiss! Kiss! Kiss!"
3. "KiraKira" (キラキラ?)
4. "Shoushitsuten -Vanishing Point-" (消失点-Vanishing Point-?)
5. "Rottara Rottara" (ロッタラ ロッタラ?)
6. "co・no・mi・chi"
7. "Minna Daisuki" (みんなだいすき?)
8. "I NEED YOU"
9. "Gachinko de Ikou!" (ガチンコでいこう!?)
10. "You're My Friend"
11. "OVER THE RAINBOW"
12. "Goal" (ゴール?)

### DVD
1. "Buono! 2" Jacket Photography Making of (ジャケット撮影メイキング?)
2. "TV Spot Collection" (テレビスポット集?)

## Puestos y ventas enOricon
| Lunes | Martes | Miércoles | Jueves | Viernes | Sábado | Domingo | Ranking/Puesto semanal | Ventas |
| ----- | ------ | --------- | ------ | ------- | ------ | ------- | ---------------------- | ------ |
| –     | 5      | 7         | 11     | 15      | 18     | 13      | 7                      | 15 631 |
| 26    | –      | –         | 47     | –       | –      | –       | 57                     | 2349   |
| –     | –      | –         | –      | –       | –      | –       | 150                    | 1232   |
| –     | –      | –         | –      | –       | –      | –       | ?                      | 645    |

Ventas totales: 19 857[cita requerida]